# Route nationale 323
Pour les articles homonymes, voir Route 323.
La route nationale 323, ou RN 323, était une route nationale française reliant Chambly à  Trie-la-Ville, constituant, avec les RN 1 et RN 181, une liaison Beaumont-sur-Oise - Gisors. À la suite de la réforme de 1972, la RN 323 a été déclassée en RD 923.
Ensuite, le nom de RN 323 est donné à une bretelle joignant la sortie 18 de l'A 11 à la RN 23 sur les communes de Saint-Jean-de-Linières et de Beaucouzé. Cette route a été déclassée en RD 323 en 2006.

## Ancien tracé de Chambly à Trie-la-Ville (D 923)
Les principales communes desservies étaient :
- Chambly (km 0)
- Belle-Église (km 2)
- Bornel (km 3)
- Fosseuse (km 6)
- Esches (km 7)
- Méru (km 11)
- Villeneuve-les-Sablons (km 16)
- Blequencourt, commune de Senots (km 23)
- Fresne-Léguillon (km 24)
- Loconville (km 29)
- Chaumont-en-Vexin (km 32)
- Trie-la-Ville (km 36)

## De l'A11 à la RN 23 (D 323)
- Échangeur entre A11 et RD 323
- D 963 : Saint-Jean-de-Linières, Candé, Châteaubriant
- Échangeur entre RD 723 et RD 323